# Mecodinops decorosa
Mecodinops decorosa är en fjärilsart som beskrevs av Heinrich Benno Möschler 1880. Mecodinops decorosa ingår i släktet Mecodinops och familjen nattflyn. Inga underarter finns listade i Catalogue of Life.